# Авагян, Эдуард Пашаевич
Эдуард Пашаевич Авагян (арм. Էդուարդ Փաշոյի Ավագյան, 1934, Берд — 1991, Ереван) — армянский государственный и политический деятель.

## Биография
- 1941—1951 — учился в Ереванской средней школе №40.
- 1951—1956 — строительный факультет Ереванского политехнического института.
- 1967 — окончил высшую партийную школу при ЦК КПСС.
- С 1957 — перешёл на работу в министерство строительства и промышленности Армянской ССР, а позже в Ереванском исполкоме Ленинского райсовета.
- 1960—1963 — имел различные должности в госстрое Армянской ССР, государственном контрольном комитете, а позже в парткоме района Орджоникидзе начальником производства, инструктор строительного отдела в ЦК КПА (г. Ереван).
- 1967—1968 — инструктор в ЦК КПА Армянской ССР.
- C 1968 — председатель исполкома Орджоникидзского райсовета.
- 1971—1972 — был начальником экономического управления при совете министров Армянской ССР, заместитель министра сельского строительства.
- 1972—1974 — председатель исполкома Советского (ныне Нор-Норк) райсовета.
- 1974—1979 — первый секретарь Абовянского райкома.
- 1979—1985 — министр промышленного строительства Армянской ССР.
- 10 декабря 1985 — 9 октября 1989 — мэр Еревана[1].
- 1989—1990 — работал в президиуме верховного совета Армянской ССР. Неоднократно избирался депутатом.